# 將軍號
《將軍號》（英語：The General）是美國電影導演巴斯特·基頓的默片作品，根據安祖魯突擊所改編，於1927年上映。《將軍號》被廣泛認為是歷史上偉大的電影之一。

## 劇情簡介
故事发生在美国南北战争时期，火车司机约翰尼·格雷（巴斯特·基顿饰演）有两大最爱：一个是他的女友Annabelle，一个是他的小火车—“将军号”。在战争爆发时，他想参军打仗却未被征收，只能继续当火车司机。
北方联军劫走了南方的火车“将军号”，女友也在上面。作为“将军号”司机，他最终衝入敌人防线，夺回将军号并救出了女友，还把追逐他们的火车“得克萨斯”号诱到洛克河一座木桥上，使其墜入河中。此举挽救了南方军队的战事，他也因此成为了战场英雄，最终获得军官嘉奖成为一名中尉。

## 角色

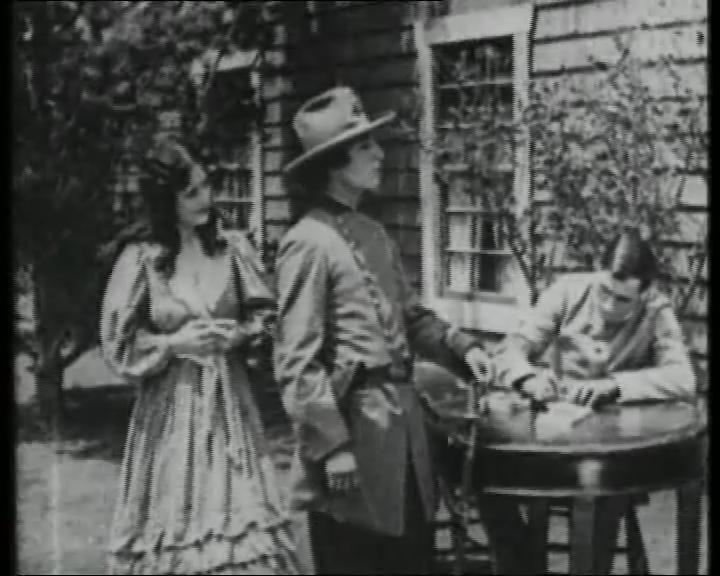
最后当上中尉的Johnnie得意的在接受姓名登记，女友站在旁边

- Buster Keaton — Johnnie Gray
- Marion Mack— Annabelle Lee
- Glen Cavender — Anderson 上尉
- Jim Farley — Thatcher 将军
- Frederick Vroom — 南方军队将军
- Charles Henry Smith — Annabelle的父亲
- Frank Barnes — Annabelle的哥哥
- Joe Keaton — 北方联军将军
- Mike Donlin — 北方联军将军
- Tom Nawn — 北方联军将军

## 荣誉
- AFI百年百大喜剧片-18位
- AFI百年百大电影 (2007年版)-18位

## 外部連結
- 互联网电影数据库（IMDb）上《The General》的资料（英文）
- Download the original version (Public Domain)

1. 聯合新聞網. . 噓！星聞. 2016-12-27  [2024-06-09]. （原始内容存档于2024-06-09） （中文（臺灣））.